# Eugenia salamensis
Eugenia salamensis är en myrtenväxtart som beskrevs av John Donnell Smith. Eugenia salamensis ingår i släktet Eugenia och familjen myrtenväxter. IUCN kategoriserar arten globalt som starkt hotad. Inga underarter finns listade i Catalogue of Life.